# Frederik V van de Palts
Frederik V van de Palts (Deinschwang, 26 augustus 1596 – Mainz, 29 november 1632) was in 1610 tot 1623 keurvorst van de Palts en van 1619 tot 1620 als Frederik I koning van Bohemen. Vanwege zijn kortstondige regering over Bohemen werd hij de Winterkoning genoemd.

## Leven
Frederik was de zoon van Frederik IV van de Palts en Louise Juliana van Nassau, de oudste dochter uit het huwelijk van Willem van Oranje met Charlotte van Bourbon. Frederik was dus een neef (oomzegger) van prins Maurits en prins Frederik Hendrik van Nassau.
Hij werd geboren op het voormalige jachtslot van Deinschwang, tegenwoordig een dorp in de gemeente Lauterhofen. Frederik V volgde in 1610 zijn vader op als keurvorst van de Palts. Zijn familie, een protestantse tak van de Wittelsbachs, was calvinistisch, wat eerder uitzonderlijk was bij de Duitse vorsten.
De eerste jaren van zijn regering waren zeer gelukkig. De Palts was toen een rijk en welvarend gebied binnen Duitsland. Keurvorst Frederik IV was een paar jaar voor zijn dood een van de oprichters geweest van de Protestantse Unie, een bondgenootschap van de Duitse protestantse vorsten die door zijn vader was gevormd.
Het aanzien van Frederik V nam nog toe toen hij in 1613 in Londen trouwde met de enige dochter van de Engelse koning Jacobus I. Voor zijn echtgenote breidde hij het kasteel van Heidelberg uit en voorzag het van een uitzonderlijke tuin, de Hortus Palatinus, in die tijd bestempeld als het "achtste wereldwonder".

### Kortstondig koning van Bohemen
In 1618 kwam de protestantse meerderheid in Bohemen in opstand tegen keizer Matthias, die als koning van Bohemen de erkende rechten van de protestanten niet had gerespecteerd en die, zelf kinderloos, zijn neef Ferdinand als zijn opvolger opdrong. Ferdinand stond bekend als militant katholiek. Bij die gelegenheid vond de Tweede Praagse Defenestratie plaats. Matthias overleed op 20 maart 1619, waarna Ferdinand tot keizer werd gekozen onder de naam Ferdinand II.
De Boheemse landdag weigerde intussen Ferdinand als koning te erkennen en bood in plaats daarvan op 26 augustus 1619 Frederik V aan, om koning van Bohemen te worden.
De protestant Frederik op de Boheemse troon in plaats van de Oostenrijkse Habsburgers, zou de macht van de Habsburgers sterk verzwakken en het delicate evenwicht tussen katholieken en protestanten in het Heilige Roomse Rijk verstoren. De Habsburgers en de Katholieke Liga (de tegenhanger van de Protestantse Unie), aangevoerd door hertog Maximiliaan van Beieren zouden dit dan ook nooit aanvaarden. Bovendien konden ze rekenen op de steun van het machtige Spanje, waar de Spaanse Habsburgers regeerden.
Zowel Frederiks moeder Louise Juliana als zijn schoonvader koning Jacobus I van Engeland raadden hem ten zeerste af de kroon te aanvaarden. Ook de meeste protestantse vorsten waren er niet voor. Alleen Frederiks oom prins Maurits moedigde hem aan. De jonge, politiek onervaren keurvorst besliste om toch koning te worden, zonder zich rekenschap te geven van de gevolgen.
Frederik reisde naar Praag, waar hij enthousiast werd ontvangen en op 4 november 1619 als Frederik I gekroond werd in de Sint-Vituskathedraal. Meteen daarop probeerde hij de vorsten van de Protestantse Unie te verzamelen, maar dat mislukte. Bijna iedereen liet hem in de steek. Alleen de protestantse vorst van Transsylvanië, Bethlen Gábor, nam de wapens op, maar hij werd snel verslagen door een leger aangevoerd door Maximiliaan van Beieren en de graaf van Tilly.
Intussen veroverden Spaanse troepen een deel van de Palts, waaronder de hoofdstad Heidelberg.
In september 1620 viel het leger van Maximiliaan en Tilly Bohemen binnen. Het bestond uit 30.000 man, waartegen Frederik slechts 13.000 Tsjechen kon plaatsen. Op 8 november 1620 leden Frederiks troepen in de Slag op de Witte Berg een zware nederlaag.
Frederik moest meteen daarna hals over kop met zijn gezin en zijn hofhouding uit Praag wegvluchten. Door die vlucht, waarbij zijn pasgeboren zoon Rupprecht bijna werd vergeten, kreeg hij te maken met de spot van heel Europa. De bijnaam "Winterkoning" was dan ook aanvankelijk een spotnaam.
De gevolgen waren dramatisch. Niet alleen verloor hij Bohemen. Ferdinand II deed hem in de rijksban en ontnam hem zowel de Palts als zijn keurvorstelijke waardigheid, die naar Maximiliaan gingen.

### Ballingschap
Frederik wist via Silezië naar Brandenburg te ontkomen en kreeg uiteindelijk asiel in de Verenigde Provinciën, waar de Staten-Generaal hem een subsidie aanboden. Hij ging met een beperkte hofhouding wonen in Den Haag. Zijn woning aan de Kneuterdijk 20-24, de voormalige woning van Johan van Oldenbarnevelt, werd in de volksmond het Hof van Bohemen genoemd. De naam van de stadswijk Bohemen herinnert hier nog aan.

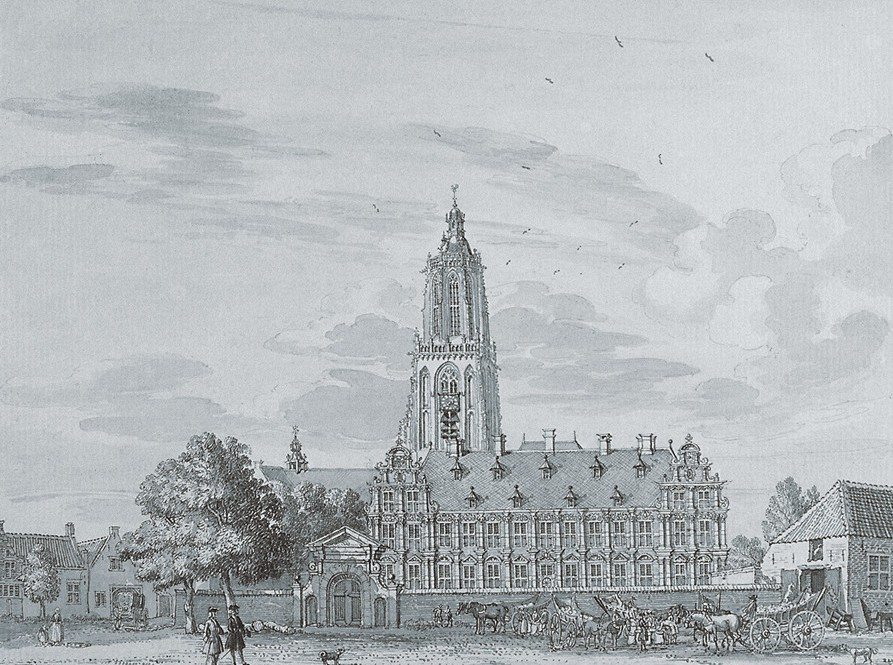
Kooningshuys in Rhenen
(1745), tekening van Jan de Beijer

Frederik V kocht in Rhenen het agnietenklooster, liet het afbreken, waarna hij door architect Bartholomeus van Bassen een paleis liet bouwen. Het paleis was gereed in 1630 en stond bekend als het Kooningshuys, maar werd ook wel de Koningshof genoemd. Na zijn overlijden bleef zijn weduwe tot een jaar voor haar overlijden in het paleis wonen. In 1812 werd het paleis, inmiddels geheel vervallen, afgebroken.
In januari 1629 waren Frederik V en zijn oudste zoon Frederik Hendrik op weg van Den Haag naar Amsterdam om daar de schatten van de Zilvervloot met eigen ogen te gaan zien. Frederik Hendrik verdronk bij het oversteken van het Haarlemmermeer. Zijn vader bracht het er ternauwernood levend van af.

### Einde
Frederik, die zich nooit thuis zou voelen in Holland, bleef al die tijd ijveren voor de teruggave van zijn staten. Het conflict tussen Duitse protestanten en katholieken was intussen uitgegroeid tot een van de zwaarste oorlogen die Europa had gekend, de Dertigjarige Oorlog. Frederik zelf had maar een onbetekenend legertje.
Pas in 1630 leken de kansen in protestants voordeel te keren toen de Zweedse koning Gustaaf II Adolf zegevierend door Duitsland oprukte. Hij heroverde een deel van de Palts en nodigde Frederik begin 1632 uit om terug te keren. Frederik vestigde zich in Mainz onder Zweedse bescherming, zonder echte politieke of militaire macht te hebben. Maar op 16 november 1632 sneuvelde Gustaaf Adolf in de Slag bij Lützen. De keurvorst was zwaar ontmoedigd toen hij het nieuws vernam. Hij werd kort nadien ziek en overleed. Zijn gezin was in Den Haag gebleven.

## Titels en wapen

Het wapen van Frederik V als koning van Bohemen

Als keurvorst voerde Frederik de volgende titels:
- Paltsgraaf aan de Rijn
- Aartssenechalk en keurvorst
- Hertog in Beieren

Toen Frederik tot koning van Bohemen werd gekozen voegde hij daar de volgende titels aan toe:
- Koning van Bohemen
- Markgraaf van Moravië
- Hertog van Luxemburg en Silezië
- Markgraaf van de Opper- en Neder-Lausitz

Frederik bezat op Luxemburg na ook werkelijk alle gebieden en waardigheden die met deze titels verbonden waren. De koningen van Bohemen maakten sinds het uitsterven van het Huis Luxemburg dat lange tijd de Boheemse gebieden had geregeerd aanspraak op de titel hertog van Luxemburg.

## Huwelijk en kinderen

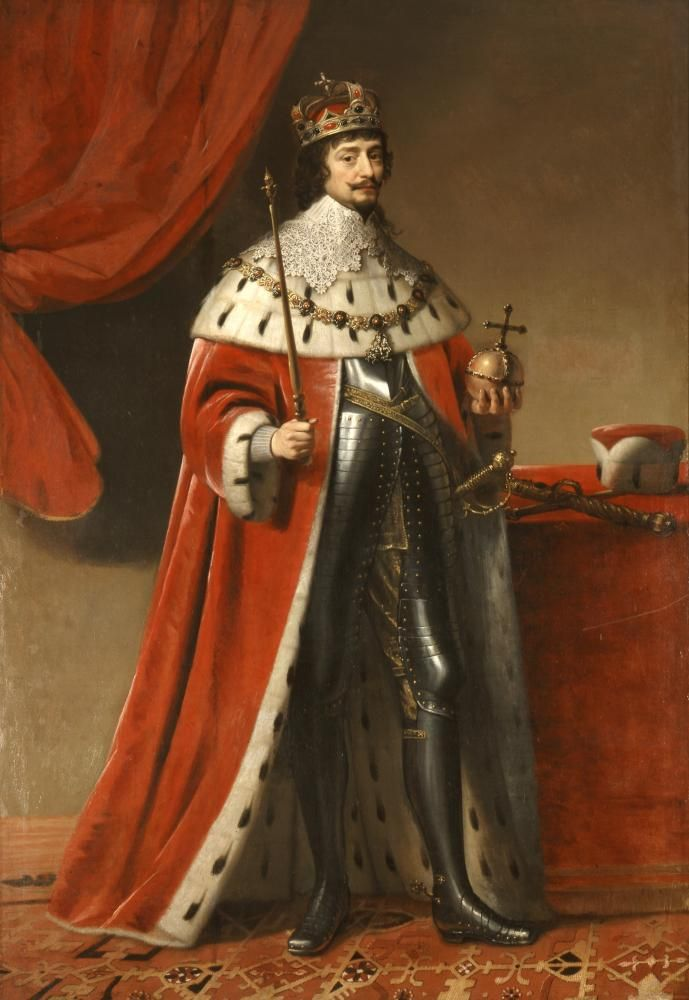
Koning Frederik I van Bohemen
(1634), Gerard van Honthorst,
Kurpfälzisches Museum, (Heidelberg)

Frederik trouwde op 14 februari 1613 met Elizabeth Stuart (1596-1662), dochter van Jacobus I van Engeland en Anna van Denemarken. Uit dit huwelijk werden de volgende kinderen geboren:
- Frederik Hendrik (1614-1629), verdronken - bijgezet in de Kloosterkerk in Den Haag
- Karel I Lodewijk (1617-1680), gehuwd met Charlotte van Hessen-Kassel (1627-1686), Marie Louise van Degenfeld (1634-1677) en Elisabeth Höllander van Bernau (1659-1702)
- Elisabeth (1618-1680)
- Ruprecht (1619-1682), beroemd als Engelse legeraanvoerder en admiraal, ongetrouwd (hij had wel een dochter en een zoon)
- Maurits (1621-1652), vice-admiraal in Engelse dienst
- Louise Hollandine (1622-1709)
- Lodewijk prins van Bohemen (31 augustus 1623 - 24 december 1624), bijgezet op 27 mei 1625 in de Grafkelder van Oranje-Nassau. overleden aan de pest.[2]
- Eduard (1625-1663)
- Henriëtte Maria (1626-1651), huwt met Sigismund Rákóczi, vorst van Zevenburgen
- Filips (1627-1650)
- Charlotte (1628-1631) - bijgezet in de Kloosterkerk in Den Haag
- Sophia (1630-1714), gehuwd met Ernst August van Brunswijk-Lüneburg
- Gustaaf Adolf (1632-1641) - bijgezet in de Kloosterkerk in Den Haag[3]

Door zijn jongste dochter Sophia is Frederik een van de voorvaderen van de Britse koninklijke familie.

## Voorouders
|  |                                      |  |  |  |  |  |  |  |  |  |  |  |  |
|  | 8. Frederik III van de Palts         |  |  |  |  |  |  |  |  |  |  |  |  |
|  |                                      |  |  |  |  |  |  |  |  |  |  |  |  |
|  |                                      |  |  |  |  |  |  |  |  |  |  |  |  |
|  | 4. Lodewijk VI van de Palts          |  |  |  |  |  |  |  |  |  |  |  |  |
|  |                                      |  |  |  |  |  |  |  |  |  |  |  |  |
|  |                                      |  |  |  |  |  |  |  |  |  |  |  |  |
|  | 9. Maria van Brandenburg-Kulmbach    |  |  |  |  |  |  |  |  |  |  |  |  |
|  |                                      |  |  |  |  |  |  |  |  |  |  |  |  |
|  |                                      |  |  |  |  |  |  |  |  |  |  |  |  |
|  | 2. Frederik IV van de Palts          |  |  |  |  |  |  |  |  |  |  |  |  |
|  |                                      |  |  |  |  |  |  |  |  |  |  |  |  |
|  |                                      |  |  |  |  |  |  |  |  |  |  |  |  |
|  | 10. Filips I van Hessen              |  |  |  |  |  |  |  |  |  |  |  |  |
|  |                                      |  |  |  |  |  |  |  |  |  |  |  |  |
|  |                                      |  |  |  |  |  |  |  |  |  |  |  |  |
|  | 5. Elisabeth van Hessen              |  |  |  |  |  |  |  |  |  |  |  |  |
|  |                                      |  |  |  |  |  |  |  |  |  |  |  |  |
|  |                                      |  |  |  |  |  |  |  |  |  |  |  |  |
|  | 11. Christina van Saksen             |  |  |  |  |  |  |  |  |  |  |  |  |
|  |                                      |  |  |  |  |  |  |  |  |  |  |  |  |
|  |                                      |  |  |  |  |  |  |  |  |  |  |  |  |
|  | 1. Frederik V van de Palts           |  |  |  |  |  |  |  |  |  |  |  |  |
|  |                                      |  |  |  |  |  |  |  |  |  |  |  |  |
|  |                                      |  |  |  |  |  |  |  |  |  |  |  |  |
|  | 12. Willem de Rijke                  |  |  |  |  |  |  |  |  |  |  |  |  |
|  |                                      |  |  |  |  |  |  |  |  |  |  |  |  |
|  |                                      |  |  |  |  |  |  |  |  |  |  |  |  |
|  | 6. Willem van Oranje                 |  |  |  |  |  |  |  |  |  |  |  |  |
|  |                                      |  |  |  |  |  |  |  |  |  |  |  |  |
|  |                                      |  |  |  |  |  |  |  |  |  |  |  |  |
|  | 13. Juliana van Stolberg             |  |  |  |  |  |  |  |  |  |  |  |  |
|  |                                      |  |  |  |  |  |  |  |  |  |  |  |  |
|  |                                      |  |  |  |  |  |  |  |  |  |  |  |  |
|  | 3. Louise Juliana van Nassau         |  |  |  |  |  |  |  |  |  |  |  |  |
|  |                                      |  |  |  |  |  |  |  |  |  |  |  |  |
|  |                                      |  |  |  |  |  |  |  |  |  |  |  |  |
|  | 14. Lodewijk III van Bourbon-Vendôme |  |  |  |  |  |  |  |  |  |  |  |  |
|  |                                      |  |  |  |  |  |  |  |  |  |  |  |  |
|  |                                      |  |  |  |  |  |  |  |  |  |  |  |  |
|  | 7. Charlotte de Bourbon              |  |  |  |  |  |  |  |  |  |  |  |  |
|  |                                      |  |  |  |  |  |  |  |  |  |  |  |  |
|  |                                      |  |  |  |  |  |  |  |  |  |  |  |  |
|  | 15. Jacqueline de Longwy             |  |  |  |  |  |  |  |  |  |  |  |  |
|  |                                      |  |  |  |  |  |  |  |  |  |  |  |  |
|  |                                      |  |  |  |  |  |  |  |  |  |  |  |  |